# Great Carlton
Great Carlton est une paroisse civile et un village du Lincolnshire, en Angleterre.